# Miljömonumentet

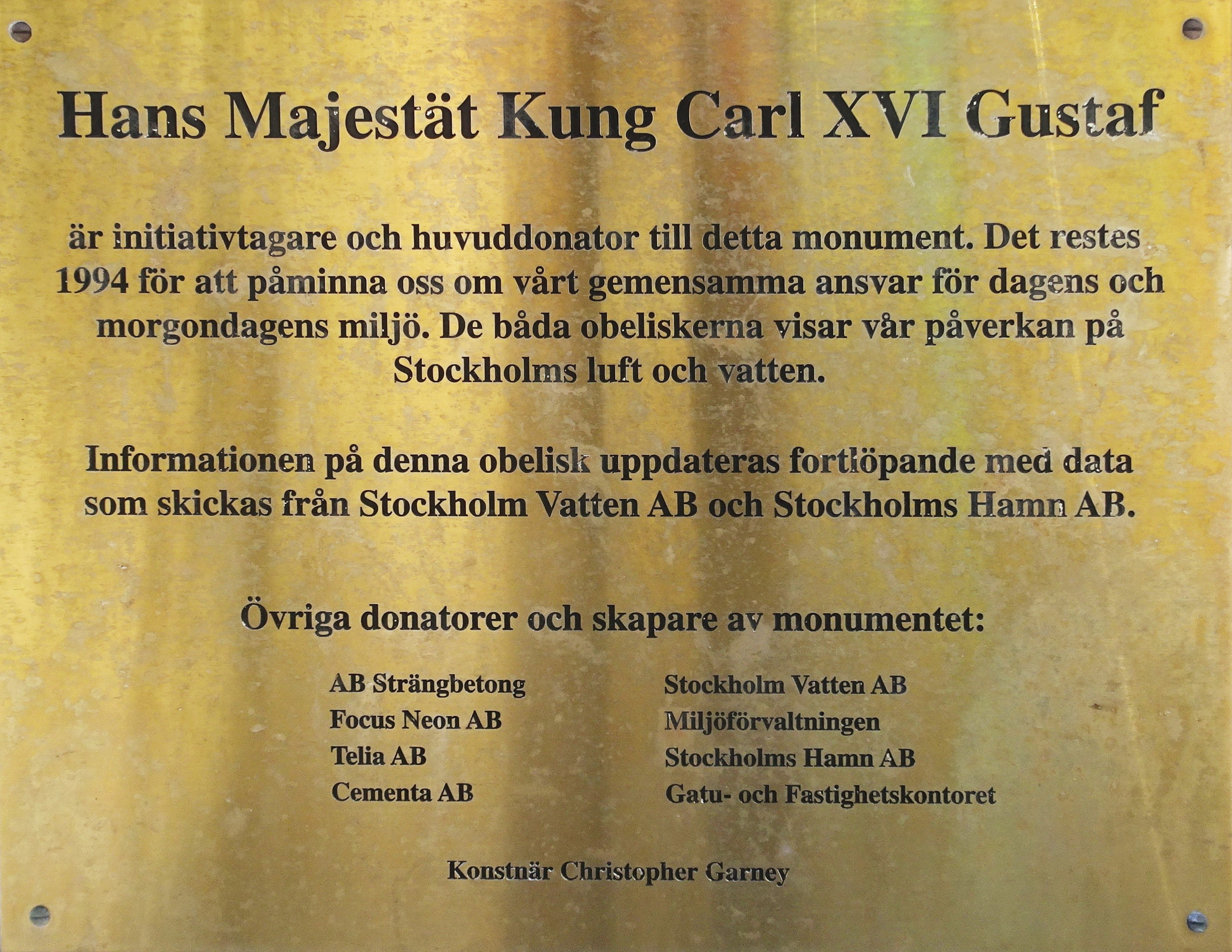
Informationstavla.

Miljömonumentet kallas ett konstverk bestående av två obelisker som står på Strandvägskajen i Stockholm. De visar sedan 1994 på ett åskådligt sätt stadens luft- och vattenkvalité. Initiativet kom från Carl XVI Gustaf.

## Beskrivning

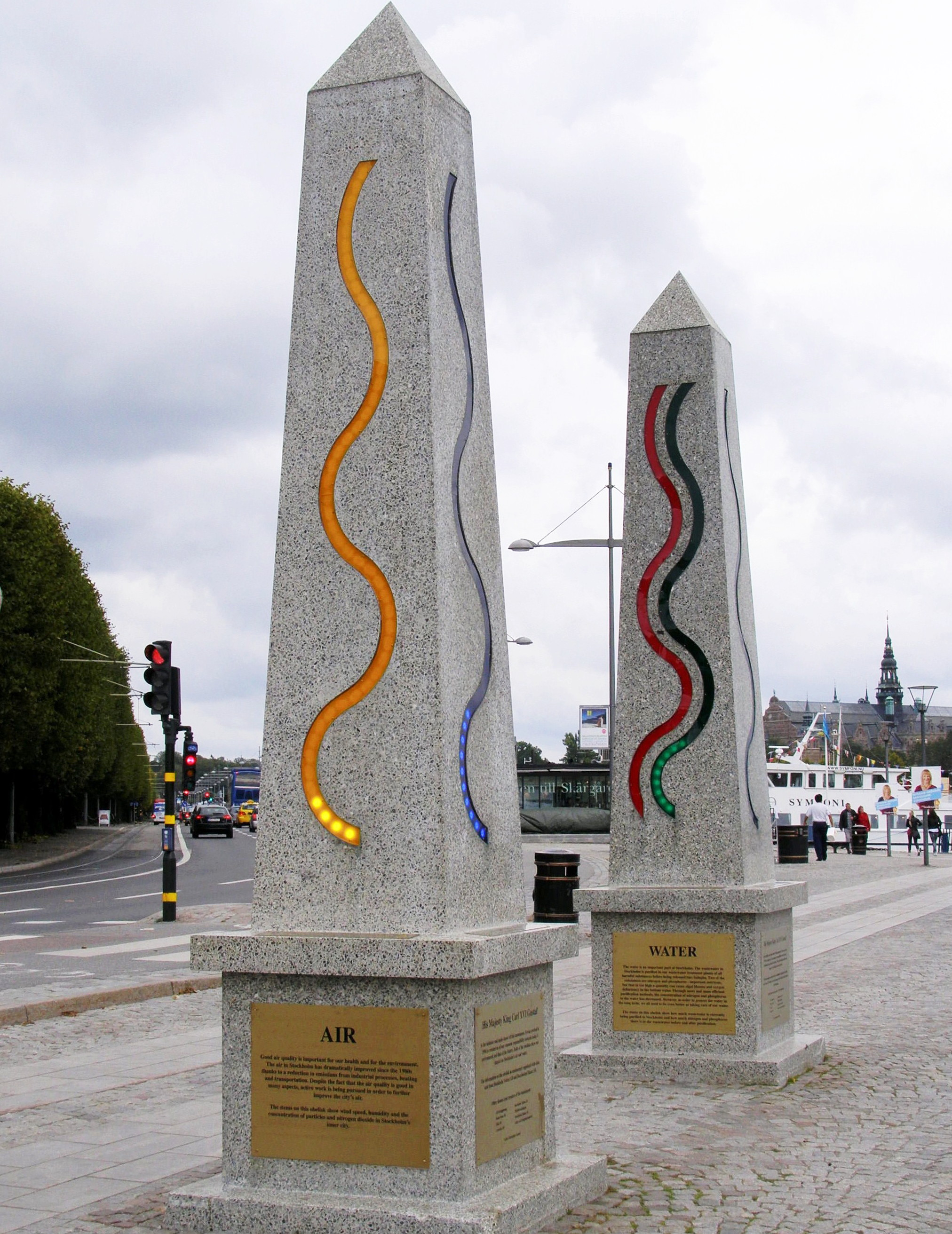
Miljömonumentet 2010.

Längst i väster på Strandvägskajen, ungefär i höjd med Skeppargatan, står det så kallade Miljömonumentet. Det består av två obelisker (en för vatten och en för luft) som visar vatten- respektive luftkvaliteten med hjälp av flera i olika färger lysande staplar som finns på deras sidor. Mässingsskyltar på svenska och engelska förklarar bakgrunden och hur staplarna skall tydas.
Obelisken för luft visar vindhastighet, luftfuktighet samt koncentrationen av partiklar och kvävedioxid i Stockholms innerstad. Den för vatten indikerar hur mycket avloppsvatten som för närvarande renas i Stockholm och hur mycket kväve och fosfor finns i avloppsvattnet före och efter reningen. Ju högre de lysande kurvorna stiger desto högre är respektive värde. Alla uppgifter avser dygnsmedelvärden.
Miljömonumentet restes 1994 som en påminnelse om vårt gemensamma ansvar för miljön. Initiativtagaren var kung Carl XVI Gustaf som även var huvudsponsor. Konstnären bakom obeliskerna var Christopher Garny. De tillverkades av Strängbetong och består av cementmosaik. För tekniken stod Focus Neon och Telia. Bland övriga sponsorer märks Stockholm Vatten, Stockholms Hamnar och Stockholms fastighetskontor.